# 马拉泰斯塔堡垒
44°08′10″N 12°14′24″E / 44.136195°N 12.239885°E

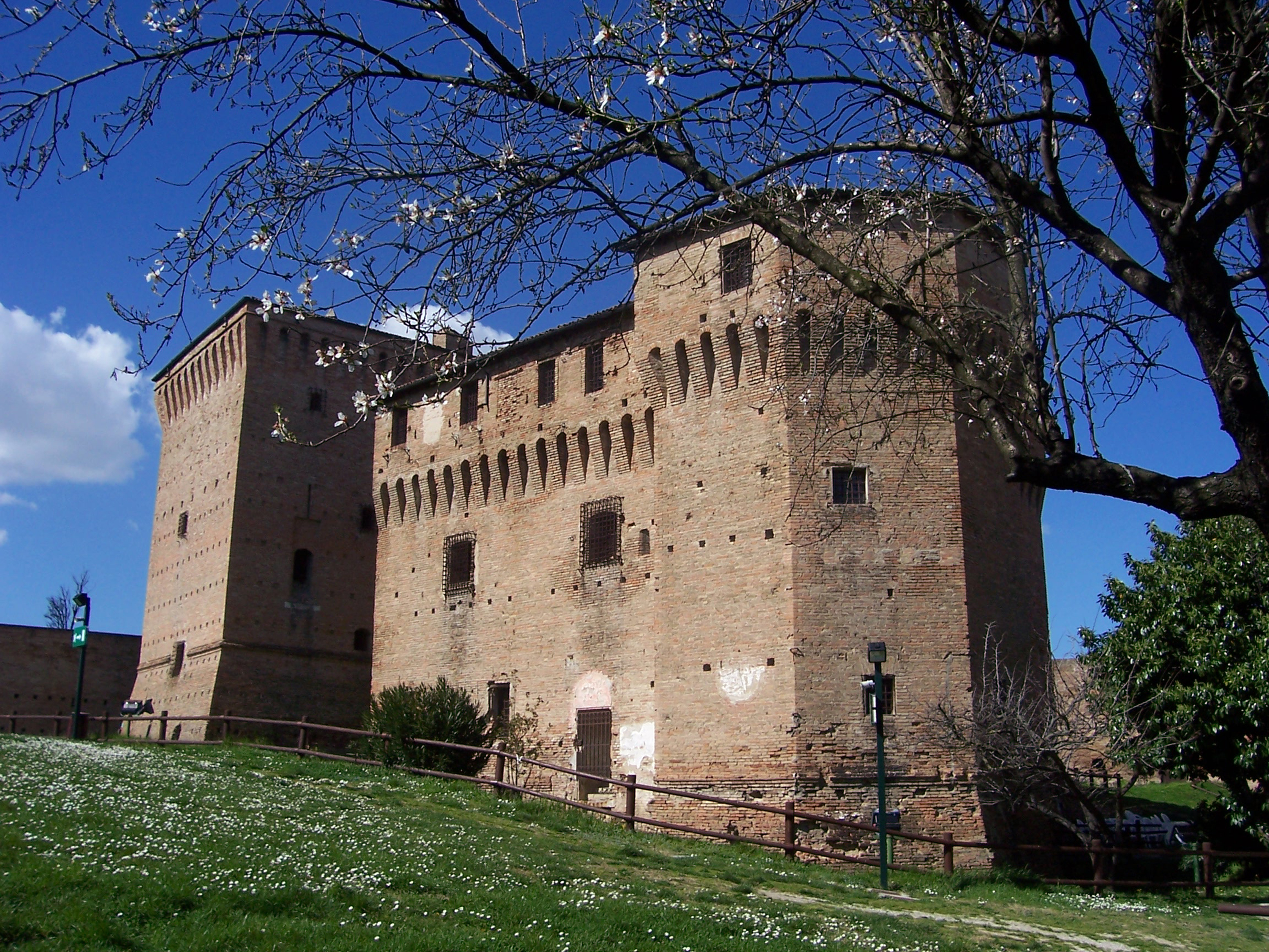
马拉泰斯塔堡垒

马拉泰斯塔堡垒 (Rocca Malatestiana)是一处堡垒，位于意大利切塞纳，得名于马拉泰斯塔家族。目前的建筑已是此处的第三座堡垒，靠近罗马帝国后期和中世纪的前两个城堡的废墟。
这是罗马涅的壮观城堡之一，有两个塔楼，被称为“雄塔”和“雌塔”。农业博物馆位于雌塔内部，为游客提供不同时代的罗马涅乡村生活的完整画面，而雄塔则常设马拉泰斯塔陶瓷展览。